# Kallugudi, Gubbi
Kallugudi là một làng thuộc tehsil Gubbi, huyện Tumkur, bang Karnataka, Ấn Độ.